# Sơ kính tân trang
Sơ kính tân trang (Câu chuyện mới về lược và gương) là một truyện thơ do danh sĩ Phạm Thái sáng tác tại Việt Nam ở đầu thế kỷ 19.

## Giới thiệu
Truyện thơ Sơ kính tân trang được làm ra năm 1804 (khi ấy tác giả 21 tuổi), dài 1.484 câu thơ chữ Nôm (chủ yếu là thơ lục bát có xen một ít thơ Đường luật, thơ cổ phong và song thất lục bát). Nội dung truyện kể lại một câu chuyện tình duyên lãng mạn và trắc trở, hư cấu trên cơ sở mối tình cay đắng của chính tác giả.
Tác phẩm này lần đầu được Sở Cuồng Lê Dư phiên âm ra chữ Quốc ngữ rồi in trong cuốn Phổ Chiêu thiền sư thi văn tập (Nhà xuất bản Nam Ký, Hà Nội, 1932). Sau đó, bản truyện này được Lại Ngọc Cang khảo dị, hiệu đính, chú thích và cho tái bản năm 1960 (Nhà xuất bản Văn hóa). Năm 1994, trên cơ sở bản văn này, GS Hoàng Hữu Yên giới thiệu, chú thích và cho tái bản năm 1960 (Nhà xuất bản Giáo dục)…

## Nội dung sơ lược
Sơ kính tân trang kể về cuộc tình duyên trắc trở giữa chàng Phạm Kim với Trương Quỳnh Thư. Nguyên trước kia ở Từ Sơn (nay thuộc Bắc Ninh) có một người họ Phạm (Phạm công) là bạn học chí thân với người họ Trương (Trương công), quê ở Kiến Xương (nay thuộc Thái Bình). Hai người giao ước, hễ sau này một bên sinh trai, một bên sinh gái thì sẽ gả con cho nhau. Và họ đã trao đổi lược gương (Sơ 梳 là cái lược, kính 鏡 là cái gương) để làm tin. Sau đó, vợ Phạm công sinh con trai, đặt tên là Phạm Kim.
Bất chợt xảy ra quốc biến, Phạm công lo việc cần vương thất bại, nhà cửa tan nát. Phạm Kim lớn lên định nối chí cha, nhưng chẳng làm được gì, đành đi rong chơi. Một ngày kia đến Thú Hoa Dương, thấy cảnh đẹp, chàng ở lại rồi tình cờ biết được Quỳnh Thư, con gái của một viên quan cũng họ Trương. Nhờ có người giúp đỡ, Phạm kim và Quỳnh Như trao đổi thư từ, rồi sinh lòng yêu nhau tha thiết.
Sau đó, Phạm Kim có việc phải về quê. Khi đó có viên đô đốc ở kinh kỳ nghe tiếng Quỳnh Thư xinh đẹp liền đến hỏi nàng làm vợ. Gia đình Trương công không muốn gả, nhưng trước sức ép của người có quyền thế (tức viên đô đốc), cha Quỳnh Thư đành phải nhận lời. Biết được, Quỳnh Thư liền viết thư gọi Phạm Kim đến, lẻn ra tâm sự. Bế tắc, cả hai cùng thề hẹn sẽ lấy nhau ở kiếp sau. Trước khi chia tay, nàng còn giơ bàn tay có in hai chữ "Quỳnh Nương" cho Phạm Kim xem để làm tin. Về nhà, Quỳnh Thư tự tử. Còn Phạm Kim thì ốm nặng vì quá đau khổ. Sau khi khỏi bệnh, chàng buồn bã gởi thân nơi cửa Phật, mong dịu vết thương lòng.
Trong lúc ấy, Trương công (bạn của cha Phạm Kim, không phải là viên quan họ Trương vừa nói trên) từ quan về nhà. Người vợ lẽ của ông sinh hạ được một gái, đặt tên là Thụy Châu. Thụy Châu có nhan sắc, tính tình phóng khoáng. Nàng cải dạng thành một đạo sĩ nay đây mai đó. Đến Kim Sơn, Thụy Châu gặp nhà sư Phạm Kim. Cả hai cùng đàm đạo, xướng họa với nhau.
Lúc vị "đạo sĩ" ra đi, Phạm Kim ngờ người nói chuyện với mình là phụ nữ. Tứ đó, chàng không thiết gì tu hành nữa. Nghe danh Trương công (bạn của cha Phạm Kim), chàng đến ra mắt và được mời làm gia sư. Một hôm nhờ tiếng đàn xướng họa mà Phạm Kim và Thụy Châu nhận ra nhau. Sau khi dò hỏi lai lịch, hai người lấy gương lược ra so thì đúng với lời ước cũ giữa hai bên. Trương công vui lòng cho hai người lấy nhau. Tuy vui duyên mới, Phạm Kim vẫn buồn vì luôn thương nhớ Quỳnh Thư. Bị vợ gặng hỏi, chàng phải thú thật. Nghe kể xong, Thụy Châu giơ bàn tay có dấu chữ "Quỳnh Nương" cho chàng xem. Bấy giờ Phạm Kim mới biết Thụy Châu chính là "hậu thân" của Quỳnh Thư.

## Nhận xét
Sơ kính tân trang là tác phẩm chính của Phạm Thái. Theo GS. Nguyễn Lộc tác phẩm này có yếu tố tự truyện. Tên hai nhân vật chính na ná tên tác giả (Phạm Thái) và người yêu của ông (Trương Quỳnh Như). Ngoài ra, tác giả còn đưa cả một số bài thơ của ông và người yêu ông viết cho nhau vào tác phẩm. Tuy nhiên, tác giả cũng thêm thắt ít nhiều, như việc đính ước, việc gặp lại "hậu thân" của người ông yêu,...
Xét mặt khác, trong khi phần lớn truyện Nôm cùng thời, thường viết theo cốt truyện của Trung Quốc, thì Sơ kính tân trang là tác phẩm thuần túy Việt Nam. Câu chuyện Việt Nam diễn trên đất nước, xã hội Việt Nam. Đây là nét đáng chú ý của tác phẩm.
Một nét đáng chú ý nữa, là tác giả viết về đề tài tình yêu một cách rất lãng mạn. Đôi trai gái trong truyện yêu nhau tự do, không vướng víu gì về luân và lễ giáo phong kiến. Tác giả không những đồng tình với mối tình ấy, mà còn say sưa miêu tả những tâm trạng yêu đương rất tính tế. Tuy nhiên, tác phẩm còn bị hạn chế ít nhiều, thể hiện trong tâm lý chủ nghĩa thất bại ở hầu hết những nhân vật chính diện, mà chủ yếu là Phạm Kim và Quỳnh Thư. Họ táo bạo trong tình yêu, nhưng khi gặp trở ngại, thì họ chỉ biết than thở, rồi cuối cùng lấy việc tự tử và hẹn gặp nhau ở kiếp sau để tỏ lòng chung thủy. Câu chuyện tái thế tương phùng ở cuối tác phẩm không phải là một biểu hiện lạc quan, mà chẳng qua chỉ là một mơ ước buồn thảm, một điều bịa đặt để tự lừa dối mình, khi tác giả cảm thấy không còn một hy vọng nào trong thực tế.
Sơ kính tân trang không phải là một tác phẩm thành công ở phương diện tự sự, mà ở phương diện trữ tình và ở việc miêu tả tâm trạng nhân vật. Nhất là khi khắc họa những nhân vật phản diện, tác giả sử dụng bút pháp khá sinh động, có tính chất hiện thực, pha thêm chất trào lộng, khôi hài. Ngôn ngữ lục bát của Phạm Thái có những thể nghiệm cách tân táo bạo, kể cả dùng phương ngữ để tô đậm tính chất nhân vật .

## Sách tham khảo
- Nguyễn Huệ Chi, mục từ Phạm Thái trong Từ điển Văn học (bộ mới). Nhà xuất bản Thế giới, 2004.
- Nguyễn Lộc, mục từ Sơ kính tân trang trong Từ điển Văn học (bộ mới). Nhà xuất bản Thế giới, 2004.
- Nguyễn Thạch Giang, Văn học thế kỷ 18. Nhà xuất bản Khoa học Xã hội, Hà Nội, 2004. Xem toàn văn Sơ kính tân trang có trong sách này.